# Базаров Володимир Олександрович
Володимир Олександрович Базаров (справжнє прізвище Руднєв, 27 липня (8 серпня) 1874 року, Тула — 16 вересня 1939 року, Москва) — російський філософ, економіст, письменник і перекладач, публіцист, соціал-демократ.

## Біографія
Народився в дворянській родині лікаря А. М. Руднєва, який керував в Тулі губернською земською лікарнею. Мати- Анастасія Петрівна, за професією акушерка.
З 1884 року навчався в Тульській класичній гімназії, яку закінчив, там же познайомився з Олександром Малиновським (згодом Богдановим). Після гімназії вступив на фізико-математичний факультет Московського університету, але провчившись повний курс (спеціалізуючись по хімії), диплом не отримав у зв'язку з арештом і висилкою на малу батьківщину. З осені 1900 два семестри навчався на філологічному факультеті Берлінського університету, де познайомився зі студенткою Євгенією Товієвною Марголіною. Взяв псевдонім на честь головного роману «Батьки і діти».

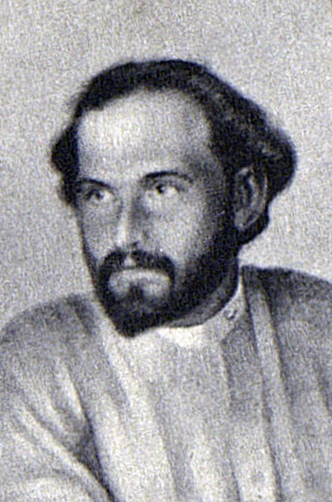
Базаров в 1906 році

Соціал-демократ з 1896 р, більшовик в 1904—1907 роках. У вересні 1901 другий арешт члена МК РСДРП обернувся засланням в село Єнісейської губернії.
У тюремній церкві повінчався з Євгенією Товієвною Марголіною, яка заради шлюбу змінила віросповідання з іудаїзму в католицтво і поїхав на заслання разом з нею.(Прожили разом 38 років. У червні 1941 року вона була заарештована за статтею 58 і померла в тюремній лікарні у 1942 році.
На I конференції РСДРП 30грудня 1905 року був обраний до редакції центрального органу — «Партійні вісті». . Делегат IV з'їзду РСДРП (1906).
У 1908—1911 роках Володимир Олександрович вів пропагандистсько-просвітницьку роботу серед робітників Петербурга в Смоленській недільній школі і народному університеті Невської застави. У 1909—1910 роках перебував як «обізнана особа» (вираз охоронного відділення) при соціал-демократичній фракції в Державній думі III скликання, займаючись фабричним питанням. У 1911 році його було заарештовано і вислано на 3 роки до Астраханської губернії. Після повернення в Петербург він став співробітником журналів «Сучасник» і «Літопис».
Після Лютневої революції Володимир Олександрович працював у економічному відділі Петроради. 3 квітня 1917 року став одним з редакторів і основних авторів газети «Нове життя». Влітку 1917 року вийшов з РСДРП. В. О. Базаров був одним з організаторів та ідеологів партії РСДРП (інтернаціоналістів); на її установчому з'їзді (січень 1918) був основним доповідачем, на II з'їзді (травень 1918) — співдоповідачем з питання про поточний момент. Він негативно оцінив «радянізацію» влади і Брестський мир. В кінці 1918 року їде в Алушту, потім до Харкова, де редагував журнал «Думка» разом з Ю.Мартовим і Б.Кричевським. Під час Громадянської війни перебував у Криму. Після остаточного заняття Криму Червоною армією навесні 1920 року його було арештовано ЧК. Ленін, дізнавшись про це, розпорядився направити Базарова в Москву. З травня 1921 року він працює в Держплані, в 1924 році стає заступником голови економіко-статистичної секції, в 1927 році — головою секції праці і культури, членом президії Держплану.
У 1926 році Базаров разом з В. Г. Громаном запропонував метод планування та оцінки державної економіки, заснований на «тектологічних» принципах, які згодом були визнані антимарксистськими. Володимир Олександрович склав і вирішив диференційне рівняння, що описує зростання національного промислового виробництва. Приватні рішення цього рівняння асимптотично наближалися до «горизонтальних» прямих, тобто показували уповільнення промислового зростання.

27 грудня 1929 року на Всесоюзній конференції аграрників-марксистів Сталін у доповіді «До питань аграрної політики в СРСР» вказував:
«Не підходить до справи також трактування Базарова і Громана балансу народного господарства. Схему балансу народного господарства СРСР повинні виробити революційні марксисти, якщо вони взагалі хочуть займатися розробкою питань економіки перехідного періоду». (Твори М., 1952. Т. 12. С. 171—172.)
Після цього виступу згадані в ньому економісти стали зазнавати утисків і репресій за звинуваченням у тому, що «шляхом складання перекручених кон'юнктурних оглядів прагнули дати хибне уявлення уряду СРСР про реальне становище в країні і таким чином домогтися зриву соціалістичної реконструкції», а також «створювали умови для розладу нормального постачання населення з метою викликати його невдоволення». .
Влітку 1930 року В. Г. Громана, В. О. Базарова, Н. Н. Суханова та ін.(всього 14 економістів) було заарештовано ОГПУ по справі «Союзного бюро РСДРП (меншовиків)» . Не приховуючи розбіжностей з правлячою партією, Базаров на допитах не визнав себе винним в антирадянській діяльності, заявивши, що «теоретичне обговорення всіх питань політики і економіки… не може бути заборонено будь-якому радянському громадянину, хоч би якою була його політична біографія» .25 квітня 1931 року Базарова було засуджено колегією ОГПУ до 5 років позбавлення волі. На початку 1932 року, він вийшов з в'язниці та жив на засланні спочатку в Саратові, потім на Кавказі. .
До Москви Базаров повернувся у 1935 році. Займався перекладами, зокрема переклав з німецької «Розмови з Гете в останні роки його життя» Еккерман, опубліковані в 1934році, а з французької «Досліди» Монтея (рукопис втрачено)[9] . Частина зроблених ним перекладів була опублікована під іменем дружини[10].
Помер В. О. Базаров 16 вересня 1939 року від запалення легенів.
Реабілітований у 1990 році.

## Наукова діяльність
Спільно з І. І. Скворцовим-Степановим перевів " Капітал " Карла Маркса (перше видання, що вийшло в 1907–1909 під загальною редакцією А. А. Богданова, потім багаторазово перевидавався), «Сучасний капіталізм» Вернера Зомбарта та "Нариси з історії Німеччини в XIX столітті. Т. 1. Походження сучасної Німеччини ". СПб., 1906.
У творчості Базарова можна виділити три основні фази: до світової війни він багато писав на політичні та філософські теми, під час війни і революції переважно займався політичною і економічною публіцистикою, в 20-і роки писав насамперед з питань народного господарства .
Представник богобудівництва, прихильник «духовного» марксизму, дослідник і пропагандист богошукання . У своїх філософських творах («Авторитарна метафізика і автономна особистість», в збірці: Нариси реалістичного світогляду, 1904; «Анархічний комунізм і марксизм», 1906; «На два фронти», 1910, і ін.) Базаров виступив як прихильник махизма . В. І. Ленін піддав погляди В. А. Базарова критиці в роботі " Матеріалізм і емпіріокритицизм ".
Економічні роботи Базарова стосуються проблем планування і господарського балансу. Виступав за діалектичний синтез в плануванні телеологічного і генетичного підходів при домінуванні генетичного підходу. Попереджав про небезпеки адміністративно-командної системи і бюрократизму

## Праці
- Базаров В. А. Вибрані твори. Т. 1, 2. — М .: Видавничий дім «Дело» РАНХиГС, 2014.

- Базаров В. А. Труд производительный и труд, образующий ценность [Архівовано 22 січня 2021 у Wayback Machine.]. Издание 1-е, тираж — 3800, СПБ.: Издание С. Дороватовского и А. Чарушникова, 1899.
- Базаров В. А. «Богоискательств» и «богостроительство» // Вершины. 1909. Кн. 1.
- Базаров В. А. Христиане Третьего Завета и строители Башни Вавилонской // Лит. распад. 1909. Кн. 2.
- Базаров В. А. «Ножницы» и плановое хозяйство (Экономическое обозрение, 1923, № 10)
- Базаров В. А. «К методологии перспективного планирования»
- Базаров В. А. «К вопросу о хозяйственном плане» (Экономическое обозрение, 1924, № 6)
- Базаров В. А. Темп накопления и «командные высоты» (Экономическое обозрение, 1924, № 9-10)
- Базаров В. А. О методологии построения перспективных планов. // Плановое хозяйство. 1926, № 7.
- Базаров В. А. «Кривые развития» капиталистического и советского хозяйства // Плановое хозяйство, 1926. № 4, 5, 6.
- Капиталистические циклы и восстановительный процесс хозяйства СССР [Архівовано 24 вересня 2016 у Wayback Machine.]. — М., Л.: Гос. изд-во, 1927. — 168 с.
- Базаров В. А. А. А. Богданов (Малиновский) как мыслитель [Архівовано 28 січня 2021 у Wayback Machine.].
- Использование бюджетных данных для построения структуры городского спроса в перспективе генерального плана (1927)